# 喃嘸
喃嘸，或寫作喃巫，廣東人稱一種介於道教與佛教之間的民間宗教僧尼，被歸類為釋教僧尼。
此種法師類似於福建的香花僧，被稱為喃嘸師傅、喃嘸佬、喃嘸先生，他們有時穿上道士衣袍，有時穿上僧侶的袈裟，游於佛教與道教之間。可以娶妻生子，只在執行儀式期間齋戒，平日除戒食牛肉、狗肉外並沒特定戒律，其執行的儀式偏向道教的齋醮科儀，較接近正一派道士，間採佛教儀式或誦念佛門真言咒語，如破地獄、祭幽及賀神等 
。